# Djupesjö
Djupesjö är en sjö i Munkedals kommun i Bohuslän och ingår i Örekilsälvens huvudavrinningsområde. Sjön är 6 meter djup, har en yta på 0,03 kvadratkilometer och är belägen 160 meter över havet.